# Novo Selo (Vrnjačka Banja)
Novo Selo (srbsky Ново Село, česky doslova Nová Ves) je vesnice v jižní části Srbska, administrativně spadající pod opštinu Vrnjačka Banja. Leží v širokém údolí řeky Zapadna Morava.
Z národnostního hlediska je obyvatelstvo v drtivé většině srbské národnosti (přes 88 %). V roce 2011 tu žilo 4461 osob. Počet obyvatel zde setrvale vzrůstá.
Oblíbeným resortem zde je Vrnjačko Vrelo.
V Novém Selu sídlí fotbalový tým FK Omladinac Novo Selo a dále základní škola OŠ Bane Milenković. Z dopravního hlediska tudy vede silnice č. 23, která je hlavní tepnou údolí řeky Zapadna Morava a ve stejném směru i železniční trať Požega–Stalać, na které se nachází zastávka. Severně od vesnice má vést dálnice A5, tzv. Moravského koridoru.
V roce 2023 obec zasáhly povodně, které strhly místní most.